# Мальта на зимових Олімпійських іграх 2014
Мальта на зимових Олімпійських іграх 2014 року у Сочі буде представлена 1 спортсменом в 1 виді спорту.